# بيشاق
البيشاق هو عبارة عن معجنات محشوة مخبوزة أو مقلية تأتي بأشكال مختلفة (دائرية، مثلثة، رباعية) تؤكل كمقبلات أو وجبة، وهي تشبه المُعجنات [الإنجليزية]، يُقدم الطبق في مطابخ آسيا الوسطى بما في ذلك المطبخ الأزبكي، والمطبخ الطاجيكي، والمطبخ الأفغاني، والمطبخ الشرق أوسطي، وأبرزها في المطبخ المغربي. تُقدم عادة خلال ساعة الشاي أو القهوة. يمكن حشو البيشاق باليقطين والخضروات والمربى للحصول على مذاق حلو، أو باللحم والجبن للحصول على إضافة لذيذة للغداء. كما أن البيشاق مشهور أيضًا لأنه يمكن تحضيره بكميات كبيرة. وهو طبق تقليدي في عيد رأس السنة وعيد العرش. بالنسبة لوجبات الألبان الكشروت، يتم تقديم البيشاك المحشو باليقطين أو الجبن مع الزبادي أو القشدة الحامضة.

## طالع أيضًا
- قائمة الأطباق الشرق أوسطية
- المطبخ الطاجيكي
- المطبخ الأوزبكي
- المطبخ اليهودي [الإنجليزية]
- المطبخ الشمال أفريقي
- المطبخ الشرق أوسطي
- سمبوسة
- قائمة الأطباق الأفريقية
- قائمة المقبلات [الإنجليزية]
- قائمة الأطباق المحشوة [الإنجليزية]